# 机器人少女Z
《机器人少女Z》是2014年東映頻道、东映动画制作放送的日本的电视动画作品。改编自永井豪的《魔神Z》、《金剛大魔神》、《金剛戰神》，简述了在未来，“隊伍Z”平时在东京练马区大泉学园光子力町推广“光子能源”，为了保卫练马的商店街，和地下帝国的机械兽少女战斗的故事。